# Natural Born Kissers
«Natural Born Kissers» (рус. Прирождённые поцелуйщики) — заключительная серия девятого сезона «Симпсонов». Премьерный показ состоялся 17 мая 1998 года. В Великобритании, Канаде и Австралии некоторыми каналами транслировалась под названием «Margie, May I Sleep With Danger?» (рус. Мардж, можно мне спать с опаской?)

## Сюжет
У Гомера и Мардж одиннадцатая годовщина свадьбы. Они собирались отпраздновать её в роскошном ресторане в романтической обстановке, но их подвёл дедушка, которого они просили посидеть с детьми — перепутав дом, он весь вечер провёл с Родом и Тоддом Фландерсами, принимая их за своих внуков. Они решают пойти вместе с детьми в какой-нибудь другой ресторан, менее изысканный и «скучный», по мысли Барта. Дети приводят родителей в кафе, располагающееся в фюзеляже списанного самолёта. Там шумно и весело, но совершенно неромантично. Вечером Мардж с Гомером решают заняться сексом, но из-за отсутствия энтузиазма с обеих сторон безуспешно. Годовщина практически испорчена.
На следующее утро у Симпсонов сломался холодильник, который Гомер забыл закрыть накануне. Гомер и Мардж, оставив детей у дедушки в доме престарелых, едут за новым мотором для холодильника. Мардж переживает вчерашнее — по её мнению, из их с Гомером отношений исчезла романтика, которая необходима для счастливой супружеской жизни. По пути в мастерскую их машина намертво застревает в грязи. К тому же начинается гроза, и они спасаются бегством в придорожном сарае. Фермер, владелец сарая, увидев, что двери сарая открыты, с вилами проверяет, не забрался ли кто. Гомера с Мардж он не заметил, потому что они спрятались в сене. Это приключение обострило их взаимные чувства, и они на сене сделали то, что не смогли вчера в постели.
Тем временем дети находят в чулане дедушки его миноискатель времен Второй мировой войны. Барт забирает его, чтобы искать сокровища. Находит он в основном лишь всякий мусор.
После приключения в сарае в отношения Гомера и Мардж возвращается романтика. Гомер даже пренебрегает традиционной выпивкой у Мо, чтоб отвести жену в дорогой мотель. В мотеле они вновь пытаются заняться сексом, но вновь не слишком удачно. К тому же в самый неподходящий момент в комнату заходит горничная. Она тут же извиняется и уходит, и Гомер проводит параллель между этим случаем и случаем в сарае. Они понимают, что их «заводит» страх попасться во время интимных моментов, и с этого дня они начинают заниматься сексом в людных местах. Вполне успешно.
Барт продолжает поиски сокровищ. Наконец ему улыбается удача — он находит плёнку с альтернативным концом фильма «Касабланка»: в ней после фразы «Луи, я думаю, что это начало прекрасной дружбы» Луи достаёт пистолет и пытается убить Рика, но это замечает пианист Сэм. Он предупреждает Рика и при помощи пианино сшибает Луи с ног. Из пианино высовывается Гитлер и пытается убить героев гранатой, но в это время на него сверху с парашютом падает Ильза. Она придавливает Гитлера крышкой пианино, и граната взрывается внутри, убивая его. Впоследствии Рик и Ильза женятся.
Увидев эту плёнку, Престарелый Еврей рассказывает, что это он снял фильм «Касабланка». Он рассказывает, что хотел «присобачить» к фильму хэппи-энд, потому что был молодой и глупый. Он просит детей закопать эту плёнку обратно, и даёт им плёнку с альтернативным концом фильма «Эта замечательная жизнь», чтобы они поступили с ней так же.
Тем временем, однажды для очередного приключения Мардж с Гомером выбрали хорошо знакомое им место — ветряную мельницу в парке минигольфа, где в своё время был зачат Барт. Однако на этот раз им не повезло — Мод закатила мяч в мельницу, и вся семья Фландерсов теперь пытается его достать. Вместо мяча в мельнице нащупывается Гомер, и эта загадка привлекает все новых и новых посетителей парка. Наконец Эдна Крабаппл предполагает, что внутри мельницы сидит медведь. Мардж с Гомером вынуждены бежать. Воспользовавшись пылью, поднятой при падении мельницы, они незамеченными убегают в обнажённом виде, но оставляют улики — всю свою одежду. Собравшиеся понимают, что где-то здесь находятся два голых человека, и начинают искать нарушителей общественной морали. Шеф Виггам даёт понюхать трусы Гомера служебной собаке, однако от этого она чуть не умирает.
Спасаясь от преследования, Мардж и Гомер забираются в корзину воздушного шара и улетают. В полёте Гомер вываливается из корзины, но зацепляется за верёвку. Долго он так не провисит, поэтому Мардж экстренно сажает шар. Он приземляется на стадионе Спрингфилда в самый разгар футбольного матча. В это время он переполнен, и неудивительно, что на следующий день фотография Гомера и Мардж с подзаголовком «местная пара срывает покровы» появляется в газете.
Гомеру и Мардж стыдно, но, несмотря на это, на следующий день они вновь возвращаются в парк минигольфа.

## Культурные отсылки
- Название эпизода — отсылка к фильму «Прирождённые убийцы».
- Кафе в фюзеляже самолёта — отсылка к ресторану Fox studio под названием «Dive», расположенному в корпусе подводной лодки[3].
- Здание, по остеклению которого проехалась задница Гомера — мегацерковь «Хрустальный собор»[4].
- В финальных титрах звучит песня «Rock the Casbah» группы The Clash[5].

## Интересные факты
- Единственный случай, когда сценарий серии «Симпсонов» был отклонен телекомпанией Fox, связан с этой серией. В телекомпании были обеспокоены по поводу сексуального содержания, изображения обнажённых людей и каким образом всё это будет представлено[3]. В интервью Мэтт Грейнинг вспоминал[6]:

Цензоры не могли в это поверить, да и я не мог: корова, подсматривающая за Гомером и Мардж, занимающимися любовью на сеновале; соседи, ощупывающие Гомера, когда они с Мардж голые сидят внутри ветряной мельницы на поле для минигольфа; голый Гомер, зацепившийся за воздушный шар; его задница, ползущая по стеклу хрустального собора.
Оригинальный текст (англ.)The network censors couldn't believe it, and neither could I: the cow at the peephole while Homer and Marge make love in a hayloft; neighbors groping Homer when he and Marge are caught nude inside the windmill at the Sir Putts-A-Lot mini golf course; Homer dangling naked from a hot-air balloon, his ass dragging against the glass of a Crystal Cathedral-like church.

Сценаристы, однако, настаивали на своём, и в конечном итоге сценарий был изменён весьма незначительно.
- В этой серии впервые показана полностью обнажённая Мардж[3].
- В серии есть отсылки к другим эпизодам:
  - во внутреннем кармане парадного костюма Гомера сохранилась программа похорон Фрэнка Граймса, имевших место в серии Homer's Enemy;
  - Гомер и Мардж на поле минигольфа — отсылка к серии I Married Marge, хотя Барт был зачат в макете средневекового замка, а не ветряной мельницы[7].
- В этой серии Гомер упоминает о том, что когда Барт был зачат, он находился в состоянии алкогольного опьянения. Скорее всего, это обстоятельство повлияло на характер и умственные способности Барта. То же самое напоминалось в одном эпизоде Симпсонов.
- Режиссёр эпизода Клэй Холл также является режиссёром «Царя горы». Это его единственная работа в мультсериале «Симпсоны»[5].
- Мэтт Грейнинг называет этот эпизод своим восьмым любимым эпизодом[6].